# Arcángel San Rafael (Supernatural)
El Arcángel Rafael es el nombre de uno de los nuevos personajes de la Quinta temporada (Aunque hizo dos apariciones en la cuarta temporada no se materializó ni habló hasta el episodio de la quinta temporada Free To Be You And Me) de la serie de televisión Supernatural ("Sobrenatural" en España), Es uno de los Arcángeles junto a Miguel, Gabriel y anteriormente Lucifer.

## Personalidad
"Si alguien va a ser "el nuevo dios", soy yo."
- Rafael a Castiel.                                            
Raphael es un serio, serio y tradicionalmente ángel que ha perdido la fe en Dios y está cansado de sus funciones. Él cree que Dios está muerto y que están viviendo en un universo sin Dios. Él apoya el plan de Miguel para lograr el paraíso en la Tierra. Tiene poca paciencia con los humanos a través del Apocalipsis, y no tiene prácticamente ningún respeto o consideración por la vida humana, como lo demuestra el hecho de que él cruelmente abandonó su primer ente, Donnie Finnerman, en un estado roto. Rafael también tiene poca tolerancia para la desobediencia entre sus compañeros ángeles y no dudará en matar a alguien o algo que lo desafía. Rafael también es increíblemente arrogante, y designó a sí mismo como el distribuidor de la voluntad de Dios, cuando se le preguntó cómo sabía que eso era lo que Dios quería que, él respondió: "porque eso es lo que quiero".
A pesar de esto, Rafael no era del todo sin perdón o misericordia, al menos cuando se trata de su propia especie. Tras su primera reunión desde la resurrección de Castiel, aunque hostil, Rafael estaba dispuesto a perdonar a Castiel. De manera similar a su primera reunión después del Apocalipsis, Rafael fue de nuevo dispuestos a ofrecerle otra oportunidad, incluso después de haber prometido acabar con él en su próximo encuentro, al final de su última reunión.
Castiel también una vez llamó a Rafael un tradicionalista, como dijo a los Winchester.

## Biografía

### Primeros años
Como el tercer arcángel nacido, Rafael vivió feliz en el cielo con su padre, Dios, y con sus hermanos angelicales. Con la Oscuridad existiendo junto a ellos, Rafael, sus hermanos arcángeles, y Dios se enfrentaron en una terrible guerra en contra de la Oscuridad, llegando a ganar la guerra.
Cuando Dios creó a los seres humanos y pidió a todos los ángeles postrarse ante ellos, Rafael fue uno de los que lo hicieron, pero cuando Lucifer se rebeló contra Dios y mientras que Gabriel huyó fuera del Cielo a la Tierra, Rafael decidió aliarse con Dios y Miguel. Sin embargo, en algún momento, Rafael perdió la fe en Dios y estaba cansado de sus deberes paternos. También creía que Dios está muerto y que están viviendo en un universo sin Dios.

### Segunda temporada
En el episodio Houses of the Holy, Rafael se hace referencia cuando Sam y Dean investigan un caso en el que la gente afirma que los ángeles les ordenaron matar. Padre Reynolds , mientras que administraba el Last Rites al espíritu del Padre Gregory, dice: "Hago un llamado al arcángel Rafael, maestro del aire, para hacer abierto el camino. Deje que el fuego del Espíritu Santo descienda ahora, que ese ser puede ser despertado al mundo más allá". 

### Cuarta temporada
En el episodio The Monster At The End of This Book, Castiel le da pistas a Dean sobre como acabar con Lilith al revelarle que Chuck Shirley está protegido por un Arcángel que vendrá a protegerlo en caso de que su vida este en riesgo, por lo que Dean pone a Chuck en la misma habitación con Lilith, por lo que Rafael desciende a protegerlo y Lilith huye aterrorizada.
Rafael fue el Arcángel que mató a Castiel al final de la temporada. Ya que este estaba tratando de detener el Apocalipsis y estaba perturbando lo previsto en el evangelio del profeta Chuck Shirley, pero encontró y destruyó a Castiel, en presencia de Chuck, después de eso regresa al cielo.

### Quinta temporada
En el episodio Free To Be You And Me Rafael posee a su Ente durante una escaramuza con unos demonios en una gasolinera en Maine. El Ente fue dejado en un estado catatónico después de que el regresara al cielo. Sin embargo, Castiel es capaz de convocar a Rafael usando una invocación enoquiana, para interrogarlo acerca de dónde está Dios, pero Rafael quería llevarse a Dean para entregarlo a Miguel y después de recordarle a Dean el cáncer de estómago que le causó Zachariah, amenazó con hacerle algo peor si no venia con él, pero Dean prendió un fósforo y lo insulto mientras que Rafael quedó atrapado detrás de una pared de fuego sagrada (hecho por encender un poco de aceite sagrado que Castiel consiguió en Jerusalén). 
Rafael le dice a Dean y Castiel que Dios está muerto, y que los ejércitos celestiales están cansados de esperar y quieren dar a luz el paraíso en la Tierra. Castiel no le cree a Rafael y le pregunta quién lo resucitó después de que fue destruido por Rafael. Rafael le pide a Castiel que considere que podría ser Lucifer. Después de todo, Lucifer necesita de todos modos la mayor cantidad de ángeles rebeldes que podría tener en sus manos. 
Castiel y Dean entonces dejan a Rafael, pero este le advierte a Castiel de no dejarlo en ese estado. Rafael amenazó con perseguir a Castiel, a lo que respondió "Tal vez un día. Pero hoy, eres mi perra!"

### Sexta temporada
Rafael en la sexta temporada pasa a ser uno de los villanos principales, al querer liberar a Lucifer y Miguel de la celda infernal, y proclamarse como rey del cielo ante la ausencia de Dios y de Miguel. Castiel se revela ante las órdenes de Rafael de arrodillarse y obedecerle, aludiendo que todos los ángeles tienen que ser libres de sus decisiones por lo que comienza una guerra celestial entre Castiel y Rafael. 
En el episodio The Third Man, Sam y Dean investigan la muerte de tres policías que reflejan las plagas de Egipto. Dean convoca a Castiel , y se descubre que un niño ha estado utilizando parte del bastón de Moisés. Castiel más tarde le dice a Sam y Dean que el Cielo ha sido lanzado en el caos sin Miguel, con ángeles canallas van cometiendo asesinatos celestiales, y el robo de sus armas. También les advierte que Rafael está de vuelta y tratar de ganar todas las armas del cielo para que pueda ganar la guerra civil contra Castiel, para luego soltar a Lucifer y Miguel, poniendo el apocalipsis de nuevo en marcha. Cuando se le preguntó por qué, Castiel simplemente llama a Rafael un "tradicionalista" que quiere "poner fin a la historia de la forma en que fue escrito". Un soldado de Rafael ataca Castiel, y luego regresa a su líder.
Rafael y sus soldados logran localizar a Balthazar, el ángel que robó las armas y vendió parte del Bastón de Moisés, en busca de las otras armas. Sam y Dean destierran a uno de los soldados de Rafael con el Sigilo de Destierro del Ángel y Castiel mata a uno con una Espada de Ángel. Rafael entonces aparece detrás de Castiel y lo ataca sin piedad. Cuando Rafael está a punto de matar a Castiel, Balthazar aparece y convierte al ente de Rafael en una estatua de sal utilizando sal de Lot, obligando a Raphael a buscar un nuevo ente.
En el episodio The French Mistake, Sam y Dean obtienen una clave por Balthazar que supuestamente abre el repositorio que contiene las armas del cielo y luego los transporta a una realidad alternativa para protegerlos de Rafael, que ha empezado a cazarlos. Rafael envía a Virgil después de ellos. Cuando los Winchester son transportados de vuelta a su universo, son recibidos por Rafael en su nuevo ente femenino. Balthazar luego aparece y le dice a Rafael que la clave dada a Sam y Dean era un señuelo. Castiel, ahora en posesión de armas celestiales, también aparece y amenaza a Rafael, que desaparece.
En el episodio The Man Who Knew Too Much, Rafael forma una alianza con Crowley después de que Castiel traiciona a Crowley en su búsqueda de purgatorio. Castiel, quien está en inferioridad numérica, se ve obligado a darles la sangre de una criatura del purgatorio que se requiere para obtener todas las almas de la misma. Cuando falla el hechizo, Castiel regresa revelando la sangre era falsa y que él tiene las almas y su poder. Crowley logra huir, pero Rafael no puede salir.
Aterrorizado, Rafael le pregunta a Castiel por qué iba a dejar que un demonio vivo, pero no a su propio hermano. Castiel responde que tiene planes para Crowley, pero no para Rafael, y con sus nuevos poderes, destruye a Rafael con un chasquido de sus dedos.

## Poderes y Habilidades
Como un arcángel, Rafael fue uno de los seres más poderosos que existen en Supernatural, más poderoso que cualquier ángel menor, demonio o casi cualquier otra cosa para esa materia. Como Castiel dijo: "Rafael era más fuerte que yo, no sobreviviría a una lucha directa". Solo los arcángeles de mayor edad (Miguel y Lucifer) y posiblemente el arcángel Gabriel ya que posee grandes poderes de manipulación de realidad; la Muerte, la Oscuridad y Dios son conocidos por ser más poderoso que él, así como Castiel (mientras que estaba facultado por millones de almas del Purgatorio). Simplemente tratar de invocarlo y atraparlo es, según Castiel, más difícil que la captura de un huracán en una red de mariposas. El demostró su increíble fuerza y poder al dominar fácilmente a Castiel, (quien como un Serafín, era solo un rango por debajo de él, y estaba facultado por 50.000 almas atadas al Infierno en el momento), dándole una paliza que lo habría matado de no ser por la ayuda de Balthazar.